# Mistaken for Strangers
«Mistaken for Strangers» — песня американской инди-рок группы The National, изданная в качестве первого сингла с их альбома Boxer 30 апреля 2007 года в Великобритании и 1 мая в США.

## История
Композиция, в целом, была одобрительно встречена музыкальными экспертами и обозревателями.
Роб Шеффилд из журнала Rolling Stone и Луис Паттисон из газеты The Guardian высоко оценили песню как одну из лучших в альбоме Boxer, а Паттисон добавил, что песня «мрачно велика». Хезер Фэрес из Allmusic сказала, что песня затрагивает ту сторону группы, которую можно принять за Joy Division. Деннис Сканлэнд из Music Emissions сказал, что это «потрясающе красивая и оптимистичная песня, которая претендует на звание лучшего трека в этом году». Ян Коэн из журнала Stylus Magazine также высоко оценил трек, отметив работу вокалиста Мэтта Бернингера и ударника Брайана Девендорфа.

## Список треков
UK CD (BBQ 405CD)
1. «Mistaken for Strangers» — 3:31
2. «Blank Slate» — 3:17
3. «Santa Clara» — 4:06

UK and US 7" vinyl (BBQ 405)
1. «Mistaken for Strangers» — 3:31
2. «Blank Slate» — 3:17

## Признание
По данным AcclaimedMusic.net.
| Публикация      | Страна  | Список                                     | Год  | Ранг |
| --------------- | ------- | ------------------------------------------ | ---- | ---- |
| Eye Weekly      | Canada  | Singles of the Year                        | 2007 | 22   |
| Pitchfork Media | U.S.    | Tracks of the Year                         | 2007 | 77   |
| Rolling Stone   | U.S.    | Songs of the Year                          | 2007 | 92   |
| Slant Magazine  | U.S.    | Singles of the Year                        | 2007 | 47   |
| Hot Press       | Ireland | Singles of the Year                        | 2007 | 18   |
| 97X             | U.S.    | The 500 Best Modern Rock Songs of All Time | 2009 | 398  |
| Pitchfork Media | U.S.    | The Top 500 Tracks of the 2000s            | 2009 | 337  |

## Чарты
| Чарт (2007)        | Высшая позиция |
| ------------------ | -------------- |
| Великобритания, UK | 183            |